# Chiesa di San Michele Arcangelo (Monteaperta)
La chiesa di San Michele Arcangelo è la parrocchiale di Monteaperta, frazione di Taipana, in provincia ed arcidiocesi di Udine; fa parte della forania della Pedemontana.

## Storia
La prima citazione di una chiesa vicariale situata nel centro di Monteaperta, dedicata ai Santi Daniele e Agostino, risale al 1585.
Il 23 settembre 1708, gli abitanti di Monteaperta supplicarono il Senato Veneto di elevare la loro chiesa in battesimale e sacramentale: si conferma che ad onta della distanza e della difficoltà delle vie, nessuna chiesa in montagna è sacramentale. Bambini morti senza battesimo ed adulti senza sacramenti. Il Cornappo si doveva attraversare ben quattro volte. 
La chiesa di Monteaperta fu resa sacramentale il 6 settembre 1710. Pochi mesi dopo, il 4 dicembre 1710, il Patriarca di Aquileia permise di amministrare il battesimo in chiesa a Monteaperta. Con decreto del 19 dicembre 1912 la chiesa San Michele Arcangelo fu eretta a curaziale.
Nella prima metà del XX secolo la chiesa fu parzialmente ricostruita e il campanile restaurato.
Fatale per la chiesa di Monteaperta fu il terremoto del Friuli del 1976, al quale si salvò soltanto il campanile. Sono scomparsi dopo il terremoto i due pezzi di bronzo sigillati nel muro della chiesa (raffigurante i Santi Ermacora e Fortunato), provenienti dalle campane rotte dagli occupanti tedeschi durante la prima guerra mondiale. Il pulpito antico è stato venduto e l'organo restaurato. 
Nel 1991 la chiesa fu ricostruita su progetto di Guido Giacomelli.

## Organo
Non si sa molto dell'origine dell'organo, infatti nell'archivio parrocchiale c'è scarsa documentazione, e solo in modo parziale è possibile ricostruire la storia di questo strumento. La cantoria che si trova sopra la porta d'ingresso della chiesa è stata costruita nel biennio 1899-1900 su disegni di Luigi Comelli di Qualso. L'organo fu acquistato dopo oltre trent'anni dalla fine della ricostruzione della chiesa parrocchiale, dalla ditta Achille Bianchi di Udine e fu inaugurato il 26 luglio 1936 in occasione della prima messa dal sacerdote don Arturo Blasutto di Monteaperta. Negli anni cinquanta fu riparato dalla ditta "La Fonica". Lo strumento sembra provenire, come ha testimoniato l'allora parroco di Monteaperta Giuseppe Rojatti, dalla chiesa collegiale di Cividale del Friuli, ma la notizia non è stata possibile verificare. Dopo il terremoto del 1976 l'organo è stato restaurato dalla ditta organaria Francesco Zanin di Codroipo e l'inaugurazione ha avuto luogo il 10 agosto 2013. L'ultimo pezzo dell'organo, "il fregio" che mancava, grazie a Giuseppe Carloni che l'aveva recuperato dalle macerie e a Lucien Pascolo (1932-2014) che con pazienza e grande abilità l'aveva restaurato, è stato inaugurato il 1º aprile 2018, giorno di Pasqua.